# Efterskolen Strand
Efterskolen Strand ved Fynshav var tidligere en dansk efterskole, beliggende i det tidligere Danebod Højskole.
Efterskolen Strand var en ordblindeskole for normaltbegavede unge med læse- og stavevanskeligheder.
I bestyrelsen sad blandt andet folketingspolitikeren Ellen Trane Nørby.
Skolen gik konkurs i juli 2013.
I august 2015 overtog Efterskolen Epos bygningerne.